# Iván Fundora
Iván Fundora Zaldívar (* 14. April 1976 in Havanna) ist ein kubanischer Ringer. Er war Gewinner einer Bronzemedaille bei den Olympischen Spielen 2004 im freien Stil im Weltergewicht.

## Werdegang
Iván Fundora Zaldívar begann im Alter von acht Jahren 1984 mit dem Ringen. Er konzentrierte sich dabei ganz auf den freien Stil. Als Mitglied des kubanischen Spitzenclubs Cerro Pelado Havanna wurde er von Arturo Yanes Armas trainiert. Der 1,77 Meter große Athlet rang als Erwachsener immer im Weltergewicht, der Gewichtsklasse bis zu 74 kg Körpergewicht.
Iván Fundora Zaldívar war ein ausgesprochener Spätstarter, denn erst im Alter von 27 Jahren startete er erstmals bei einer internationalen Meisterschaft, der Panamerikanischen Meisterschaft in Guatemala-Stadt. Dort siegte er vor Kirk White aus den Vereinigten Staaten und Zoltan Hunyady aus Kanada. Diesen Erfolg wiederholte er bei den Panamerikanischen Meisterschaften 2004, wo er vor Kirk White und Juan Álvarez aus Venezuela gewann. Er wurde dann von Kuba auch bei den Olympischen Spielen in Athen eingesetzt. Dort siegte er über Sujit Maan aus Indien, Kunihiko Obata aus Japan, den Olympiasieger von 2000 im Leichtgewicht Daniel Igali aus Kanada, verlor dann gegen Gennadi Lalijew aus Kasachstan und erkämpfte sich mit einem Sieg über Krystian Brzozowski aus Polen eine olympische Bronzemedaille.
Im Jahre 2005 siegte er erneut bei den Panamerikanischen Spielen in Guatemala-Stadt vor Richard Ramos aus der Dominikanischen Republik und Matthew Pell aus den Vereinigten Staaten. Bei der Weltmeisterschaft 2005 in Budapest kam er zunächst zu zwei Siegen, verlor aber in seinem dritten Kampf gegen den Iraner Mehdi Hajizadeh Jouibari und erreichte damit nur den 7. Platz.
2006 setzte Iván Fundora Zaldívar seine Siegesserie bei den Panamerikanischen Spielen in Rio de Janeiro fort. Er siegte dort vor Don Pritzlaff aus den Vereinigten Staaten und Wilson Medina aus Kolumbien. Bei der Weltmeisterschaft dieses Jahres in Guangzhou kam er nur zu einem Sieg über Alexander Burca aus Moldawien. Anschließend verlor er gegen den vielfachen Weltmeister und Olympiasieger Buwaissar Saitijew aus Russland, hielt sich dabei gegen diesen bei einem Punkteverhältnis von 5:12 recht achtbar. Letztlich landete er damit auf dem 14. Platz.
Sehr erfolgreich verlief für Iván Fundora Zaldívar das Jahr 2007, denn zunächst siegte er bei den Panamerikanischen Meisterschaften in San Salvador vor Joe Heskett aus den Vereinigten Staaten u. Maximo Blanco aus Venezuela und auch bei den Panamerikanischen Spielen in Rio de Janeiro blieb er im Weltergewicht siegreich. Er ließ hier wieder Joe Heskett und Wilson Medina hinter sich. Bei der Weltmeisterschaft 2007 in Baku gelang ihm dann sein erster Medaillengewinn bei einer Weltmeisterschaft. Nach Siegen über Enrique Manuel Cubas Ysaraque aus Peru, Cho Byun-kwan aus Südkorea und Murad Hajdarau aus Belarus verlor er im Halbfinale gegen Ibrahim Aldatow aus der Ukraine. Mit einem Sieg über Gheorghiță Ștefan aus Rumänien sicherte er sich aber eine WM-Bronzemedaille.
Im Olympiajahr 2008 gewann Iván Fundora Zaldívar in Colorado Springs zum sechsten Mal bei Panamerikanischen Meisterschaften. Er ließ dabei Casey Cunningham aus den Vereinigten Staaten, Jaime Yusept Espinal aus Puerto Rico und Matthew Gentry hinter sich. Bei den Olympischen Spielen in Peking gewann er gegen Si Riguleng aus China und Ben Askren aus den Vereinigten Staaten, ehe er durch eine Niederlage gegen Buwaissar Saitijew (1:4 techn. Punkte) seine Hoffnungen auf eine Goldmedaille begraben musste. In der Trostrunde siegte er anschließend zwar über Cho Byung-kwan, verlor aber den Kampf um eine olympische Bronzemedaille in einem griffreichen Kampf gegen Kiril Tersiew aus Bulgarien knapp mit 8:11 tech. Punkten.
Auch nach den Olympischen Spielen in Peking setzte Iván Fundora Zaldívar, immerhin schon 33-jährig im Jahre 2009 seine Laufbahn fort. Bei den Panamerikanischen Meisterschaften 2009 in Maracaibo startete er sogar im griechisch-römischen und im freien Stil. Während er im griechisch-römischen Stil im Mittelgewicht mit dem 5. Platz zufrieden sein musste, erkämpfte er sich im freien Stil im Weltergewicht wiederum den Sieg vor Jonathan Reader aus den Vereinigten Staaten, Wilson Medina und Evan McDonald aus Kanada. Kein Glück hatte er aber bei der Weltmeisterschaft 2009 in Herning in Dänemark, denn er verlor dort in seinem ersten Kampf gegen Gia Tschikladse aus Georgien sehr knapp mit 1:2 Runden bei Punktgleichstand von 8:8. Da Tschikladse danach das Finale nicht erreichte, schied er aus und belegte nur den 17. Platz.
2010 siegte Iván Fundora erneut bei den Panamerikanischen Spielen, die in Monterrey stattfanden. Im Weltergewicht platzierte er sich dabei vor Ricardo Antonio Robertty Moreno aus Venezuela und Trent Paulson aus den Vereinigten Staaten. Bei der Weltmeisterschaft 2010 in Moskau gelangen ihm Siege über Marius Lucian Atofanin, Rumänien, Çamsulvara Çamsulvarayev aus Aserbaidschan und Andriy Shyyka, Deutschland, ehe er im Viertelfinale gegen Sadegh Saeed Goudarzi aus dem Iran unterlag. Im Kampf um eine WM-Bronzemedaille unterlag er dann auch gegen Abdulchakim Schapijew aus Kasachstan und kam somit auf den 5. Platz.

## Internationale Erfolge
| Jahr | Platz | Wettbewerb                                          | Stil | Gewichtsklasse | |
| 1998 | 3.    | Cerro-Pelado-International in Sancti Spíritus/Kuba  | F    | Leicht         | hinter Alan Fried und John Fisher, beide USA |
| 2003 | 1.    | Panamerikanische Meisterschaften in Guatemala-Stadt | F    | Welter         | vor Kirk White, USA u. Zoltan Hunyady, Kanada |
| 2004 | 1.    | Kanada-Cup in Guelph, Ontario                       | F    | Welter         | vor Daniel Igali, Kanada u. Hati Habidi, Iran |
| 2004 | 2.    | Olympia-Qualifikationsturnier in Bratislava         | F    | Welter         | hinter Joe E. Williams, USA, vor Araik Geworgjan, Armenien u. Daniel Igali |
| 2004 | 2.    | Weltcup in Baku                                     | F    | Welter         | hinter Steve Rose, Kanada, vor Elşad Allahverdiyev, Aserbaidschan u. Sergei Witkowski, Russland |
| 2004 | 1.    | Panamerikanische Meisterschaft in Guatemala-Stadt   | F    | Welter         | vor Kirk White u. Juan Álvarez, Venezuela |
| 2004 | 3.    | OS in Athen                                         | F    | Welter         | mit Siegen über Sujit Maan, Indien, Kunihiko Obata, Japan u. Daniel Igali, einer Niederlage gegen Gennadi Lalijew, Kasachstan u. einem Sieg über Krystian Brzozowski, Polen                                    |
| 2005 | 1.    | „Cerro-Pelado“-Turnier in Sancti Spíritus/Kuba      | F    | Welter         | vor Danny Einhorn, Kanada, Ruslan Kokajew u. Irbek Farnijew, bde. Russland |
| 2005 | 1.    | Weltcup in Taschkent                                | F    | Welter         | vor Artur Skubajew, Russland, Joe E. Williams, Hati Habibi u. Soslan Tigiyev, Usbekistan |
| 2005 | 1.    | Panamerikanische Meisterschaft in Guatemala-Stadt   | F    | Welter         | vor Richard Ramos, Dom. Rep. u. Matthew Pell, USA |
| 2005 | 7.    | WM in Budapest                                      | F    | Welter         | mit Siegen über Richard Ramos u. Batdschargal Bajarsaichan, Mongolei u. einer Niederlage gegen Mehdi Hajizadeh Jouibari, Iran                                                                                  |
| 2006 | 4.    | Weltcup in Sari/Iran                                | F    | Welter         | hinter Albert Saritov, Russland, Nika Tlaschadse, Georgien u. Ashgar Ali Bazrighaleh, Iran |
| 2006 | 1.    | Panamerikanische Meisterschaften in Rio de Janeiro  | F    | Welter         | vor Don Pritzlaff, USA u. Wilson Medina, Kolumbien |
| 2006 | 14.   | WM in Guangzhou                                     | F    | Welter         | mit einem Sieg über Alexander Burca, Moldawien u. einer Niederlage gegen Buwaissar Saitijew, Russland |
| 2007 | 1.    | Swiss-Grand-Prix in Martigny                        | F    | Welter         | vor Peter Weisenberger, Deutschland u. Serguet Rondon, Kuba |
| 2007 | 2.    | Großer Preis von Deutschland in Leipzig             | F    | Welter         | hinter Andriy Shyyka, Deutschland, vor Krystian Brzozowski u. Serguet Rondon |
| 2007 | 1.    | Panamerikanische Meisterschaften in San Salvador    | F    | Welter         | vor Joe Heskett, USA u. Maxim Blanco, Venezuela |
| 2007 | 1.    | Panamerikanische Spiele in Rio de Janeiro           | F    | Welter         | vor Joe Heskett u. Wilson Medina |
| 2007 | 3.    | WM in Baku                                          | F    | Welter         | mit Siegen über Enrique Manuel Cubas Ysaraque, Peru, Cho Byung-kwan, Südkorea u. Murad Hajdarau, Belarus einer Niederlage gegen Ibrahim Aldatow, Ukraine u. einem Sieg über Gheorghiță Ștefan, Rumänien        |
| 2008 | 1.    | Großer Preis von Spanien                            | F    | Welter         | vor Gábor Hatos, Ungarn, Michel Grandy, England u. Matthew Gentry, Kanada |
| 2008 | 1.    | Panamerikanische Meisterschaft in Colorado Springs  | F    | Welter         | vor Casey Cunningham, USA, Jaime Yusept Espinal, Puerto Rico u. Matthew Gentry |
| 2008 | 5.    | OS in Peking                                        | F    | Welter         | mit Siegen über Si Riguleng, China u. Ben Askren, USA, einer Niederlage gegen Buwaissar Saitijew, einem Sieg über Cho Byung-kwan u. einer Niederlage gegen Kiril Tersiew, Bulgarien                            |
| 2009 | 5.    | Panamerikanische Meisterschaft in Maracaibo         | GR   | Mittel         | hinter Aaron Sieracki, USA, Christian Mosquero, Kolumbien, José Antonio Arias Paredes. Dom. Rep. u. Eddy Enrique Bartolozzi, Venezuela                                                                         |
| 2009 | 1.    | Panamerikanische Meisterschaft in Maracaibo         | F    | Welter         | vor Jonathan Reader, USA, Wilson Medina u. Evan McDonald, Kanada |
| 2009 | 17.   | WM in Herning                                       | F    | Welter         | nach Niederlage gegen Gia Tschikladse, Georgien |
| 2010 | 1.    | Panamerikanische Meisterschaft in Monterrey         | F    | Welter         | vor Ricardo Antonio Robertty Moreno, Venezuela u. Trent Paulson, USA |
| 2010 | 5.    | WM in Moskau                                        | F    | Welter         | nach Siegen über Marius Lucian Atofanin, Rumänien, Çamsulvara Çamsulvarayev, Aserbaidschan u. Andriy Shyyka, Deutschland u. Niederlagen gegen Sadegh Saeed Goudarzi, Iran u. Abdulchakim Schapijew, Kasachstan |

## Erläuterungen
- OS = Olympische Spiele, WM = Weltmeisterschaft
- F = freier Stil, GR = griechisch-römischer Stil
- Weltergewicht, bis 74 kg, Mittelgewicht, bis 84 kg Körpergewicht